# Neaua
Neaua (in ungherese Havad) è un comune della Romania di 1456 abitanti, ubicato nel distretto di Mureș, nella regione storica della Transilvania. 
Il comune è formato dall'unione di 5 villaggi: Ghinești, Neaua, Rigmani, Sânsimion, Vădaș.